# Kirchbreite
Die Kirchbreite ist ein rechter Zufluss des Kollbachs im Nordosten Nordrhein-Westfalens.
Der Bach entspringt in Schwenningdorf und fließt nach Süden dem Kollbach zu.